# Съюз на българските композитори
Съюзът на българските композитори (СБК) е сдружение с нестопанска цел, създадено през 1933 г.
Основаването на Дружеството на българските компонисти „Съвременна музика“ е на 24 януари 1933 г. Членовете учредители са българските музиканти Панчо Владигеров, Петко Стайнов, Димитър Ненов, Веселин Стоянов, Андрей Стоянов, Любомир Пипков, Асен Димитров и Цанко Цанков. Събрани в Дома на изкуствата и печата в София, под председателството на Андрей Стоянов, те изработват Устав и избират ръководство на Дружеството. Учредителният протокол е утвърден от Министерството на вътрешните работи на 6 февруари 1933 г., с предписание № 1317.
На 17 март 1947 г. СБК се преименува на „Съюз на композиторите, музиколозите и концертиращите артисти“ със седалище София. От 1954 г. се обособява само като „Съюз на композитори и музиковеди“ и приема името „Съюз на българските композитори“ (СБК).
Негови председатели последователно са:
- Любомир Пипков (1947 – 1954)
- Филип Кутев (1954 – 1972)
- Димитър Петков (1972 – 1980)
- Александър Райчев (1980 – 1990)
- Парашкев Хаджиев (1990 – 1992)
- Лазар Николов (1992 – 1999)
- Виктор Чучков (1999 – 2005)
- Велислав Заимов (2005 – 2011)
- Петър Льондев (2011 – 2014)
- Ценко Минкин (от 2014)

Адресът на СБК е София 1000, ул. Иван Вазов №2.